# Pasiphaea poeyi
Pasiphaea poeyi is een garnalensoort uit de familie van de Pasiphaeidae. De wetenschappelijke naam van de soort is voor het eerst geldig gepubliceerd in 1939 door Chace.